# Áttila de Carvalho
Áttila de Carvalho (Rio de Janeiro, 1910. december 16. – ?) brazil labdarúgócsatár.

## Pályafutása

### Klubcsapatokban
1928-ban kezdte a labdarúgó-pályafutását az América csapatában, ahol 1932-ig játszott. 1931-ben megnyerte a Campeonato Carioca címet az együttessel. 1933-ban a Botafogóhoz igazolt,és 1934-ig itt játszott. A Botafogóval 1934-ben megnyerte a Campeonato Carioca címet. 1937-ig játszott a Calcio Padova klubban, majd elhagyta Olaszországot és visszatért Brazíliába. Ismét a Botafogo csapatában játszott, ahol 1938-ban fejezte be a pályafutását.

### A válogatottban
Tartalékként tagja volt az 1934-es labdarúgó-világbajnokságon résztvevő brazil válogatottnak, de nem lépett pályára..